# Anomobela plicilinea
Anomobela plicilinea är en fjärilsart som beskrevs av Turner 1935. Anomobela plicilinea ingår i släktet Anomobela och familjen plattmalar. Inga underarter finns listade i Catalogue of Life.